# Campionat d'Espanya de motocròs 1972
La temporada de 1972 del Campionat d'Espanya de motocròs fou la 14a edició d'aquest campionat, organitzat per la Reial Federació Motociclista Espanyola.

## Classificació final

### 125cc
| Posició | Pilot         | Motocicleta | Punts |
| ------- | ------------- | ----------- | ----- |
| 1       | Domingo Gris  | Bultaco     | ?     |
| 2       | Jorge Capapey | Bultaco     | ?     |
| 3       | Ignasi Bultó  | Bultaco     | ?     |
| 4       | ?             | ?           | ?     |
| 5       | ?             | ?           | ?     |
| 6       | ?             | ?           | ?     |
| 7       | ?             | ?           | ?     |
| 8       | ?             | ?           | ?     |
| 9       | ?             | ?           | ?     |
| 10      | ?             | ?           | ?     |

### 250cc
| Posició | Pilot               | Motocicleta | Punts |
| ------- | ------------------- | ----------- | ----- |
| 1       | Domingo Gris        | Bultaco     | ?     |
| 2       | Jesús Sáiz          | Bultaco     | ?     |
| 3       | José Angel Mendívil | Bultaco     | ?     |
| 4       | ?                   | ?           | ?     |
| 5       | ?                   | ?           | ?     |
| 6       | ?                   | ?           | ?     |
| 7       | ?                   | ?           | ?     |
| 8       | ?                   | ?           | ?     |
| 9       | ?                   | ?           | ?     |
| 10      | ?                   | ?           | ?     |